# Domingo I d'Àvila
Domingo, anomenat també Domingo Blasco segons el cronista Gil González Dávila, fou un religiós castellà i bisbe d'Àvila, el primer d'aquest nom, que va ocupar la seu avilesa entre 1182 i 1187.
González Dávila el fa morir el 1182, i que és succeït per un tal Diego, del qual no es tenen notícies. En aquest sentit, Carlos de Ayala situa després de Sancho II a Domingo, i després, a un altre Domingo, que inicia el seu episcopat el 1187, i elimina tota referència a Diego.
Domingo fou un bisbe que va tenir un paper en la política, va intervenir activament en la política castellana. Apareix documentat, juntament amb l'arquebisbe Gonzalo de Toledo, entre d'altres, en les converses de pau entre els regnes de Castella i Lleó celebrades a la vila de Paradinas de San Juan, i signada la pau definitivament el 2 de febrer de 1183, que conduirien finalment a la pau entre ambdós regnes. Segons González Dávila, està enterrat a la catedral d'Àvila, a la capella de l'apòstol sant Jaume.